# جائزة اليابان الكبرى 1977
جائزة اليابان الكبرى 1977 هو سباق فورمولا 1 أقيم بتاريخ 23 أكتوبر 1977 على حلبة فوجي في شيزوكا. كان السابع عشر من أصل 17 في بطولة العالم لسباقات الفورمولا واحد موسم 1977. حلّ جيمس هانت أولا وكارلوس ريوتيمان ثانيا وباتريك ديبايلير ثالثا.